# 中富蘭克林東 (緬因州)
中富蘭克林東（英語：East Central Franklin）是位於美國緬因州富蘭克林縣的一個未組織地區。

## 地方資料
中富蘭克林東的面積為333.80平方千米，當中陸地面積為333.50平方千米，而水域面積為0.30平方千米。根據2010年美國人口普查的數據，當地共有人口805人，而人口密度為每平方千米2.41人。